# ۱۶۱ (عدد)
'نغمه (عدد)
نغمه(صد و شصت و یک) یک عدد طبیعی است که بعد از ۱۶۰ (عدد) و قبل از ۱۶۲ قرار دارد.